# Оттаті
Оттаті (італ. Ottati) — муніципалітет в Італії, у регіоні Кампанія,  провінція Салерно.
Оттаті розташоване на відстані близько 290 км на південний схід від Рима, 100 км на південний схід від Неаполя, 55 км на південний схід від Салерно.
Населення — 639 осіб (2014).

## Демографія
Населення за роками:

Станом на 1 січня 2023 року в муніципалітеті офіційно проживали 74 іноземці з 11 країн, серед них 39 громадян країн Євросоюзу та 8 громадян України.

## Сусідні муніципалітети
- Акуара
- Беллозгуардо
- Кастельчивіта
- Петіна
- Сант'Анджело-а-Фазанелла
- Січиньяно-дельї-Альбурні